# 潞河古城及墓地
潞河古城及墓地，位于山西省长治市潞城区东北18公里浊漳河畔辛安泉镇潞河及古城村，是中华人民共和国山西省文物保护单位之一。
1986年8月18日，授予山西省文物保护单位，是一座古遗址。